# Valeriana dubia
Valeriana dubia är en kaprifolväxtart som beskrevs av Aleksandr Andrejevitj Bunge. Valeriana dubia ingår i släktet vänderötter, och familjen kaprifolväxter. Inga underarter finns listade i Catalogue of Life.